# OSS 117 : Rio ne répond plus
OSS 117 : Rio ne répond plus (prt: Agente 117 Perdido no Rio; bra: Agente 117: Rio Não Responde Mais) é um filme de comédia de espionagem francês de 2009, dirigido e coescrito por Michel Hazanavicius. Estrelam Jean Dujardin, Louise Monot, Rüdiger Vogler, Alex Lutz, Reem Kherici e Pierre Bellemare. Ambientado em 1967, o agente OSS 117 é enviada ao Brasil para encontrar um ex-nazista de alto escalão que se exilou na América do Sul depois da guerra, e recuperar uma lista em microfilme de colaboradores franceses do regime de Vichy, apenas para mais uma vez, sem saber, se envolver em uma intriga internacional maior.
É a sequência de OSS 117 : Le Caire, nid d'espions de 2006, do mesmo diretor, e vê Jean Dujardin reprisando seu papel como o agente secreto francês Hubert Bonisseur de La Bath, codinome OSS 117. O roteiro é baseado na série de livros de Jean Bruce, um prolífico escritor francês da série de romances OSS 117. Rio ne répond plus recebeu elogios por sua direção, humor, diálogos e atuações, apesar de um ritmo menor de piadas. Trabalhando com a CIA e o Mossad, OSS 117 passa por cartões postais do Rio de Janeiro - como Copacabana, o Pão de Açúcar e o Cristo Redentor - e pelas Cataratas do Iguaçu. A trilha sonora inclui músicas da Bossa Nova e contém uma cena onde um nazista em uniforme preto da SS canta Garota de Ipanema na base secreta nazista. Uma sequência, OSS 117 : Alerte rouge en Afrique noire, dirigida por Nicolas Bedos, foi lançada em 2021.

## Sinopse
Doze anos depois da missão no Cairo, o agente OSS 117 está de volta para uma nova missão no outro lado do mundo. Lançado na pista de um microfilme comprometedor para o Estado francês, o melhor agente francês terá de se juntar à mais atraente tenente-coronel do Mossad para capturar um chantagista nazi. Das praias ensolaradas do Rio de Janeiro às exuberantes florestas amazônicas, das mais profundas cavernas secretas ao cume do Cristo Redentor no Corcovado, uma nova aventura começa. Seja qual for o perigo, quaisquer que sejam os riscos, podemos sempre contar com Hubert Bonisseur de la Bath para superá-lo...

## Elenco
Segue abaixo a tabela do elenco.
| Ator                | Personagem                  | Detalhes                      |
| ------------------- | --------------------------- | ----------------------------- |
| Jean Dujardin       | Hubert Bonisseur de La Bath | Codinome OSS 117              |
| Louise Monot        | Dolorès Koulechov           | Agente do Mossad              |
| Rüdiger Vogler      | Von Zimmel                  | Alto oficial nazista          |
| Alex Lutz           | Heinrich Von Zimmel         | Filho de Von Zimmel           |
| Reem Kherici        | Carlotta                    | Femme fatale                  |
| Pierre Bellemare    | Lesignac                    | Comandante do SDECE           |
| Ken Samuels         | William "Bill" Trumendous   | Agente da CIA                 |
| Serge Hazanavicius  | Staman                      | Agente do Mossad              |
| Laurent Capelluto   | Kutner                      | Agente do Mossad              |
| Cirillo Luna        | Hippie da "maçã do amor"    |                               |
| Moon Dailly         | A Condessa                  |                               |
| Walter Shnorkell    | Fayolle                     |                               |
| Philippe Herisson   | Mayeux                      |                               |
| Nicky Marbot        | Castaing                    |                               |
| Christelle Cornil   | Senhorita Ledentu           |                               |
| Jean-Marie Paris    | Zantrax                     | Luchador com máscara vermelha |
| Alexandre Porfirio  | Zantrax                     | Luchador com máscara vermelha |
| Vincent Haquin      | Blue Devil                  | Luchador com máscara azul     |
| Alexandre Goncalves | Blue Devil                  | Luchador com máscara azul     |
| Adriana Salles      | A efermeira                 |                               |

## Produção
Em 1967, numa festa na estação de esqui de Gstaad dada por aristocrata chinesa e que tem como convidado o espião francês Hubert Bonisseur de La Bath (paródia de James Bond), codinome OSS 117, ocorre ataque de diversos comunistas chineses enviados pelo Senhor Lee. Depois de se livrar dos assassinos, Hubert retorna ao quartel-general do Serviço Secreto Francês (SDECE) onde recebe uma nova missão: ir ao Brasil e levar 50.000 francos ao nazista Professor Von Zimmel, em troca de um microfilme com o nome de colaboracionistas franceses. No Rio de Janeiro, Hubert volta a ser atacado por assassinos de Lee mas é salvo pelo agente da CIA, Bill Trumendous. É enganado pela femme fatale Carlotta que o leva para ser morto por lutadores mascarados do Professor Von Zimmel e consegue se livrar com a ajuda de agentes do Mossad, que querem levar Von Zimmel para Israel, onde será julgado por crimes de guerra. OSS 117 começa a trabalhar com a agente israelita Dolorès Koulechov e ambos seguem a pista do filho de Von Zimmel que agora se tornara um hippie.

### Filmagem
As filmagens começaram em março de 2008. Aconteceram em Paris e no Brasil, principalmente em Brasília, Rio de Janeiro e Foz do Iguaçu no estado do Paraná. As cenas de estúdio foram produzidas nos estúdios de Arpajon em Essonne. Para recriar o universo dos anos 1960, a equipe de Michel Hazanavicius utiliza quase os mesmos métodos do primeiro filme, ou seja, o uso de projetores antigos, efeitos especiais datados, cenários e figurinos realmente fiéis aos da época, movimentos de câmera muito simplificados, etc. Estes efeitos foram, portanto, reutilizados aqui e até levados ainda mais longe, mas outros também foram acrescentados. Assim, para criar atmosferas “pop”, muitas vezes eram utilizadas luzes vermelhas. Laurent Brett projetou e editou 6 sequências de tela dividida no filme, as quais ocuparam cerca de 8 minutos do seu tempo de execução. Estas sequências foram a sequência de abertura, em Gstaad; a sequência no aeroporto, na chegada ao Brasil; a sequência na piscina, quando OSS 117 sobe no trampolim; a sequência de Dolorès, na sua apresentação; a sequência na praia, com os hippies; e a sequência das ligações telefônicas.

## Lançamento
| Semana                    | França    | França     | França |
| Semana                    | Entradas  | Cumulativo |        |
| ------------------------- | --------- | ---------- | ------ |
| 15 de abril a 21 de abril | 1.090.269 | 1.090.269  |        |
| 22 de abril a 28 de abril | 593.780   | 1.684.049  |        |
| 29 de abril a 5 de maio   | 332.172   | 2.016.221  |        |
| 6 de maio a 12 de maio    | 233.180   | 2.249.401  |        |
| 13 de maio a 19 de maio   | 136.019   | 2.385.420  |        |
| 20 de maio a 26 de maio   | 67.516    | 2.452.936  |        |
| 27 de maio a 2 de junho   | 33.306    | 2.486.242  |        |

OSS 117 : Rio ne répond plus foi lançado na França em 15 de abril de 2009, e foi um sucesso de bilheteria com mais de 2,2 milhões de admissões. O filme começou forte na primeira semana com 1.090.269 ingressos, caindo pela metade na segunda semana e atingindo um total de 2,5 milhões de espectadores franceses após um mês nos cinemas. Rio Não Responde Mais ficou em oitavo lugar nas bilheterias de 2009, no início de junho, e atraiu 280.000 espectadores a mais que o seu predecessor, OSS 117 : Le Caire, nid d'espions.

## Recepção
OSS 117 : Rio ne répond plus teve uma recepção positiva. No Rotten Tomatoes, o filme tem um índice de aprovação de 74% com base em avaliações de 53 críticos. A audiência deu uma avaliação mais tépida, com 63% de aprovação com base em mais de 2.500 resenhas. O consenso do site diz "Liderada por outra atuação atraente de Jean Dujardin, esta sequência oferece mais ação absurdamente divertida — e mais humor politicamente incorreto — para fãs de filmes de espionagem dos anos 60". No Metacritic, o filme tem uma pontuação de 58 de 100 no Metascore, indicando "críticas mistas ou médias". Os usuários foram mais favoráveis, com a pontuação de 7,6/10, indicando "geralmente favorável".
O filme foi elogiado pelas homenagens aos filmes de espionagem dos anos 1960, mirando James Bond e especialmente Sean Connery, e pela cinematografia maravilhosa, tomando proveito das paisagens brasileiras. O último ato tem uma cena climática no alto do Cristo Redentor, em homenagem aos filmes de Alfred Hitchcock, como Saboteur, Vertigo e Intriga Internacional. A direção foi elogiada pelos  toques cinematográficos dos anos 60, como a tela dividida, ângulos de câmera e uso de uso de objetos em primeiro plano para aproveitar o foco profundo. O humor recebeu críticas mistas, no entanto. Seja pela falta de piadas no mesmo ritmo do primeiro filme, ou pela barreira cultural do humor francês para o humor anglo-saxônico ou mais internacional. Algumas cenas foram muito longas e os esquetes foram perdendo força. Já a atuação de Jean Dujardin foi elogiada tanto pelas falas quanto pelo humor físico. As piadas se tornam mais fisicamente satíricas no último ato, e cena da fuga no hospital, onde OSS 117 fica meio paralisado e persegue seu inimigo pelo corredor de um hospital foi considerada hilária. A sua co-atuação com Louise Monot foi considerada excelente, e a tensão entre os dois agentes carregou boa parte da trama.

## Prêmios e indicações
OSS 117 : Rio ne répond plus recebeu sete indicações com uma única vitória, o Prêmio Jacques Deray 2010 de cinema policial.
| Nº | Festival                                              | Ano  | Categoria               | Indicado            | Resultado |
| -- | ----------------------------------------------------- | ---- | ----------------------- | ------------------- | --------- |
| 1  | Festival Internacional de Cinema Fantástico de Puchon | 2009 | O Melhor de Puchon      | Michel Hazanavicius | Indicado  |
| 2  | Festival César do Cinema                              | 2010 | Melhor Figurino         | Charlotte David     | Indicado  |
| 3  | Festival César do Cinema                              | 2010 | Melhor Decoração        | Maamar Ech-Cheikh   | Indicado  |
| 4  | Prêmio Globo de Cristal                               | 2010 | Melhor Filme            | Michel Hazanavicius | Indicado  |
| 5  | Prêmio Globo de Cristal                               | 2010 | Melhor Ator             | Jean Dujardin       | Indicado  |
| 6  | Prêmio Jacques Deray                                  | 2010 | Melhor Filme Policial   | Michel Hazanavicius | Venceu    |
| 7  | Prêmio Magritte                                       | 2011 | Melhor Ator Coadjuvante | Louise Monot        | Indicado  |